# Luxemburger Wort
De Luxemburger Wort für Wahrheit und Recht is een liberale Luxemburgse krant, die sinds 23 maart 1848 wordt gepubliceerd. Van 17 maart 2005 tot 22 maart 2008 droeg de krant de naam d'Wort.
De krant is grotendeels Duitstalig, maar bevat ook stukken in het Luxemburgs (ca. 2%) en Frans (ca. 16%). De website van de krant heeft een Duitse, Franse, Engelse en Portugese editie.
De krant had in 2016 een dagelijkse oplage van ca. 60.000 exemplaren en heeft ruwweg een dubbel aantal lezers. Daarmee was het de grootste krant van Luxemburg naar oplage en aantal lezers. De krant ontvangt staatssubsidie. Tot 2020 werd de krant uitgegeven door de Éditions Saint-Paul onder auspiciën van het Luxemburgse bisdom. In 2020 werd de uitgever, en dus de krant, overgenomen door het Vlaamse Mediahuis.